# Mika Luttinen
Mika Luttinen (Oulu, 1971) è un cantante finlandese, fondatore nel 1990 del gruppo musicale Impaled Nazarene.
Ha militato anche nei gruppi Obscene Eulogy, insieme a Tapio Wilska e Killjoy, e nei The Rocking Dildos. Ha partecipato come musicista ospite nei The Crown e Ancient Rites.